# Lodewijk I van Chalon-Tonnerre
Lodewijk I van Chalon-Tonnerre (1339-1398) was van 1366 tot aan zijn dood graaf van Tonnerre. Hij behoorde tot het huis Chalon.

## Levensloop
Lodewijk I was de tweede zoon van graaf Jan III van Chalon-Auxerre en diens echtgenote Maria, die behoorde tot de prominente Normandische adelfamilie Crespin du Bec. 
Tijdens de Honderdjarige Oorlog commandeerde Lodewijk de troepen van Bertrand du Guesclin en in 1364 nam hij deel aan het beleg van Mantes.
In 1366 werd zijn krankzinnig geworden vader onbekwaam verklaard om nog langer te regeren. Terwijl Lodewijk I de regering in het graafschap Tonnerre overnam, nam zijn oudere broer Jan IV de regering van het graafschap Auxerre over. In 1370 verkocht Jan IV het graafschap Auxerre aan de Franse kroon.
In 1398 stierf hij op 59-jarige leeftijd.

## Huwelijken en nakomelingen
Rond 1370 huwde Lodewijk met Maria van Parthenay, dochter van heer Willem VII van Parthenay. Ze kregen volgende kinderen:
- Johanna II (overleden in 1440), gravin van Tonnerre, huwde in 1400 met Jean de la Baume, heer van Valfin
- Margaretha II (overleden in 1463), gravin van Tonnerre, huwde in 1409 met de Normandische edelman Olivier de Husson
- Lodewijk II (1380-1422), graaf van Tonnerre
- Hugo (overleden in 1424), graaf van Tonnerre

Na het overlijden van Maria hertrouwde hij met Jeanne de la Baume. Dit huwelijk bleef kinderloos.